# اروبیا ملندز
اروبیا ملندز (زاده ۳۰ ژوئیه ۱۹۷۲) تکواندوکار کوبایی و مدال آور المپیک است. وی در بازی‌های المپیک تابستانی ۲۰۰۰ در سیدنی مدال نقره ی پروزن (سبک‌وزن) را کسب کرد. 